# Ophioglossum oblongum
Ophioglossum oblongum là một loài dương xỉ trong họ Ophioglossaceae. Loài này được H.G. Zhou & H. Li mô tả khoa học đầu tiên năm 1991.